# 大拉德尔
大拉德尔是奥地利施蒂利亚州德意志兰茨贝格县的一个市镇。总面积32平方公里，总人口1464人，人口密度45.8人/平方公里（2001年）。